# Justicia ornithopoda
Justicia ornithopoda är en akantusväxtart som beskrevs av Raymond Benoist. Justicia ornithopoda ingår i släktet Justicia och familjen akantusväxter. Inga underarter finns listade i Catalogue of Life.